# Kornig vårtskräling
Kornig vårtskräling (Flammulaster granulosus) är en svampart som först beskrevs av Jakob Emanuel Lange, och fick sitt nu gällande namn av Roy Watling 1967. Enligt Catalogue of Life ingår Kornig vårtskräling i släktet Flammulaster,  och familjen Inocybaceae, men enligt Dyntaxa är tillhörigheten istället släktet Flammulaster,  och familjen Tubariaceae. Arten är reproducerande i Sverige. Inga underarter finns listade i Catalogue of Life.